# Pozo-Cañada
Pozo-Cañada är en ort i Spanien.   Den ligger i provinsen Provincia de Albacete och regionen Kastilien-La Mancha, i den centrala delen av landet, 250 km sydost om huvudstaden Madrid. Pozo-Cañada ligger 811 meter över havet och antalet invånare är 2 681.
Terrängen runt Pozo-Cañada är platt. Runt Pozo-Cañada är det ganska glesbefolkat, med 22 invånare per kvadratkilometer. Närmaste större samhälle är Chinchilla de Monte Aragón, 13,1 km norr om Pozo-Cañada. Trakten runt Pozo-Cañada består till största delen av jordbruksmark.